# Anterhynchium osborni
Anterhynchium osborni är en stekelart som först beskrevs av Joseph Charles Bequaert 1918.  Anterhynchium osborni ingår i släktet Anterhynchium och familjen Eumenidae. Inga underarter finns listade i Catalogue of Life.